# Escipuar
Escipuar (em grego: Σκιποῦαρ; romaniz.: Skipouar, fl. ca. 551–552) foi um comandante gótico do século VI, ativo durante o reinado do rei Tótila (r. 541–552). Ele participou nos estágios finais da Guerra Gótica contra o Império Bizantino.

## Vida
Procópio de Cesareia menciona Escipuar junto com Gibal e Indulfo como "o mais notável entre os godos." Junto com os outros dois, foi nomeado general por Tótila e ordenado a capturar Ancona, em Piceno. Enquanto Gibal e Indulfo assumiram o comando das forças navais, ele liderou o cerco da cidade. Após a frota gótica sofrer derrota decisiva na Batalha de Sena Gálica no outono de 551, o exército de Escipuar retirou-se de Ancona para Áuximo, permitindo o general Valeriano assumir o controle da cidade.
Escipuar lutou ao lado de Tótila na desastrosa Batalha de Tagina de 552. Junto com outros quatro homens, acompanhou Tótila durante sua luta no campo de batalha. Um grupo de soldados imperiais perseguiu-os e apanhou-os, matando Tótila. Escipuar conseguiu ferir Asbado, o assassino de Tótila, mas também acabou ferido. Os bizantino desistiram da perseguiram e deixaram-os partir. Nada mais se sabe de Escipuar depois disso.